# Manuel Díaz (Granada)
Manuel Díaz es una localidad española perteneciente al municipio de Castril, en la provincia de Granada, comunidad autónoma de Andalucía. Está situada en la parte suroccidental de la comarca de Huéscar. A cuatro kilómetros del límite con la provincia de Jaén, cerca de esta localidad se encuentran los núcleos de Cebas, Los Torres, Cañadas y Tala Bartolo.
Según el Instituto Nacional de Estadística de España, en el año 2022 este núcleo contaba con 1 habitante censado.